# Nullkopie (Film)
Nullkopie (englisch answer print) ist ein Fachausdruck aus der Filmpostproduktion und beschreibt das erste Positiv zur Licht-, Farb- und Schnittbestimmung. Die Nullkopie ist bei analogem Film die erste Kopie vom Kameranegativ, in der Licht und Farbe bestimmt sind, und entspricht der Endfassung des Schnitts, von der die Filmkopien gezogen werden.